# Miscophus spurius
Miscophus spurius är en stekelart som först beskrevs av Anders Gustav Dahlbom 1832.  Miscophus spurius ingår i släktet Miscophus, och familjen Crabronidae. Arten är reproducerande i Sverige.